# Hans Herzog

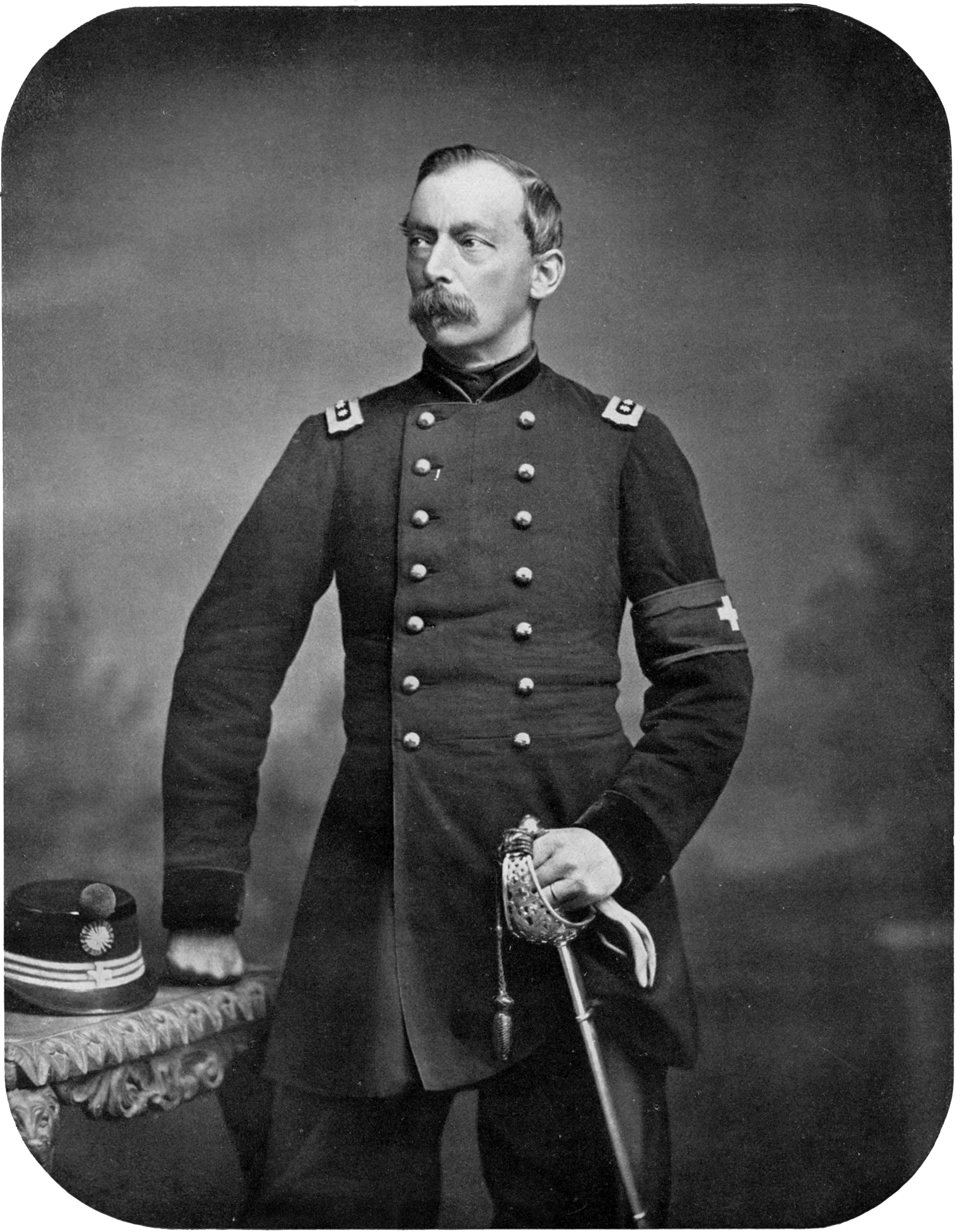
General Hans Herzog (1871)

Hans Herzog (* 28. Oktober 1819 in Aarau; † 2. Februar 1894 ebenda; Bürger von Aarau) war ein Schweizer General und Oberbefehlshaber der Schweizer Armee. Er ist Enkel von Johannes Herzog und Vater des Archivars Hans Herzog.

## Leben

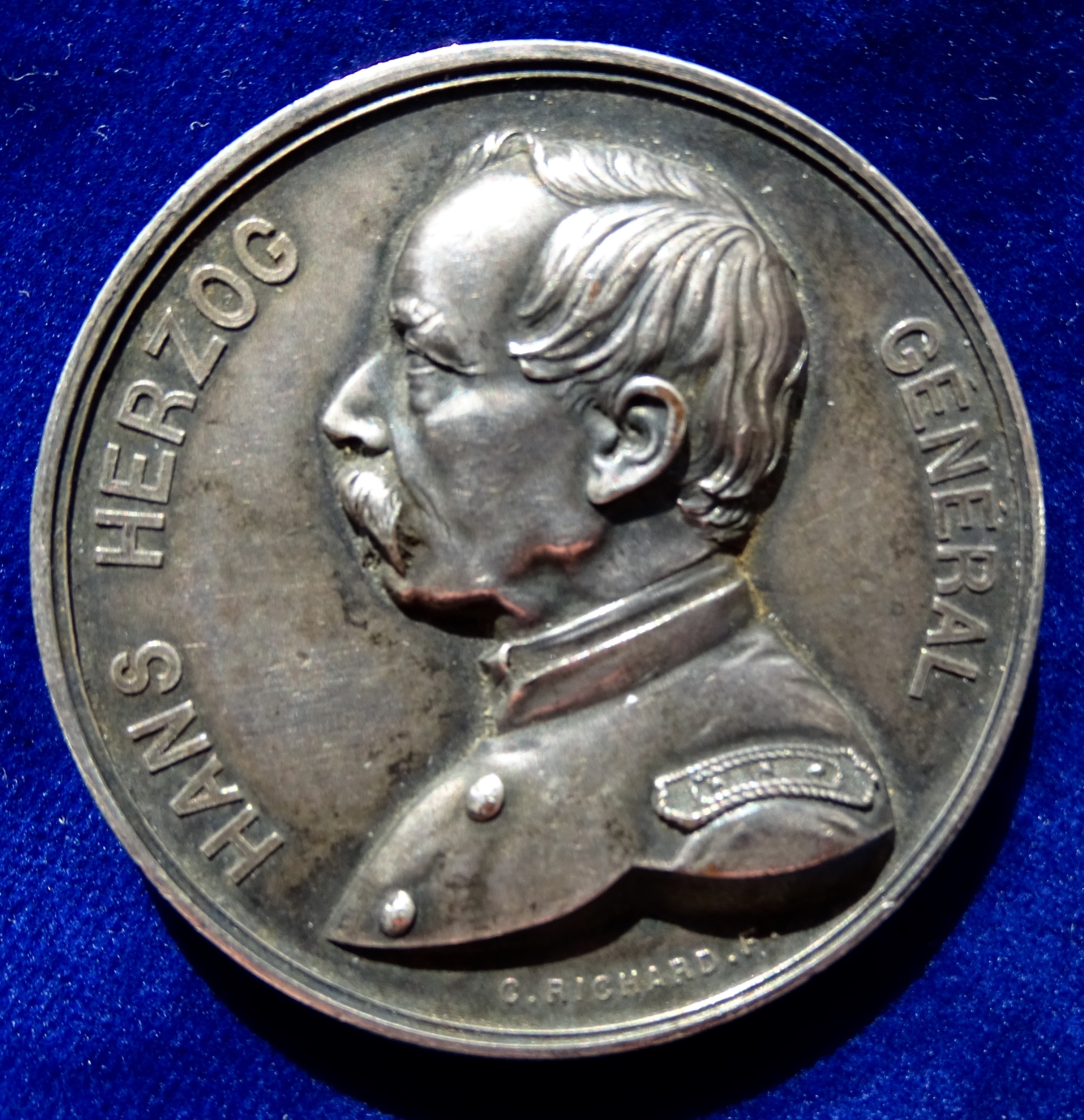
Gedenkmedaille von 1894 zum Tod von Hans Herzog vom Schweizer Medailleur Charles Jean Richard aus Genf.

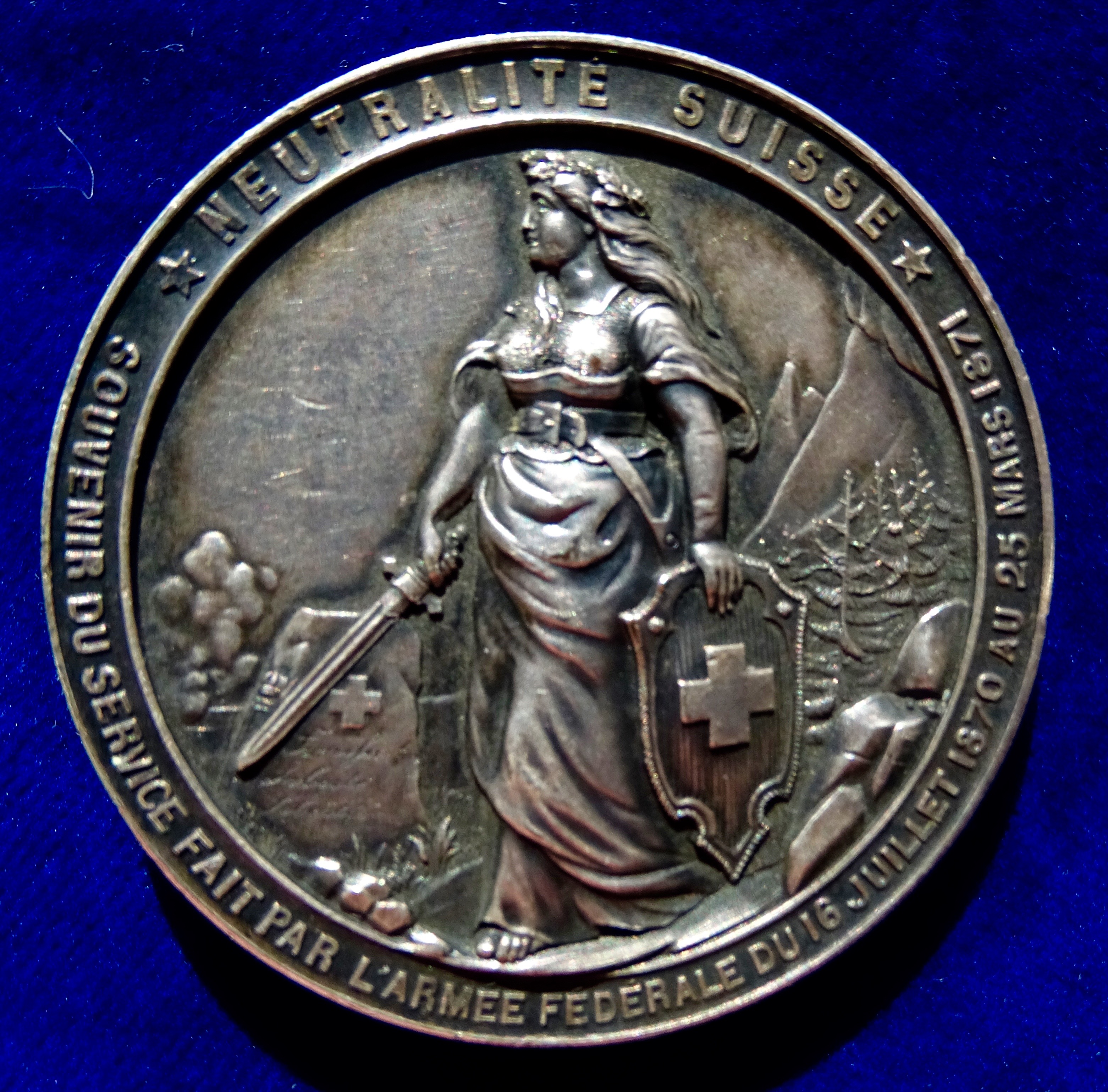
Die Rückseite dieser Medaille mit Helvetia bereit zur Verteidigung der Neutralität der Schweiz.

Hans Herzog studierte zunächst Physik und Chemie an der Universität Genf und arbeitete anschliessend als Kaufmann. 1839 absolvierte er seinen ersten Militärdienst in Thun und entwickelte ein so grosses Interesse für das Militärwesen, dass er diesem seine ganze freie Zeit widmete und seit 1846 als Freiwilliger bei der württembergischen Artillerie diente.
1847 nahm er dann als Offizier der Miliz am Sonderbundskrieg teil. 1860 wurde er vom Schweizer Bundesrat zum Obersten brevetiert und zum Chef der eidgenössischen Artillerie ernannt. In dieser Funktion beschäftigte er sich hauptsächlich mit dem Umbau von glatten auf gezogene Geschützrohre sowie mit der Erneuerung der Bewaffnung der Infanterie durch das Vetterligewehr. 

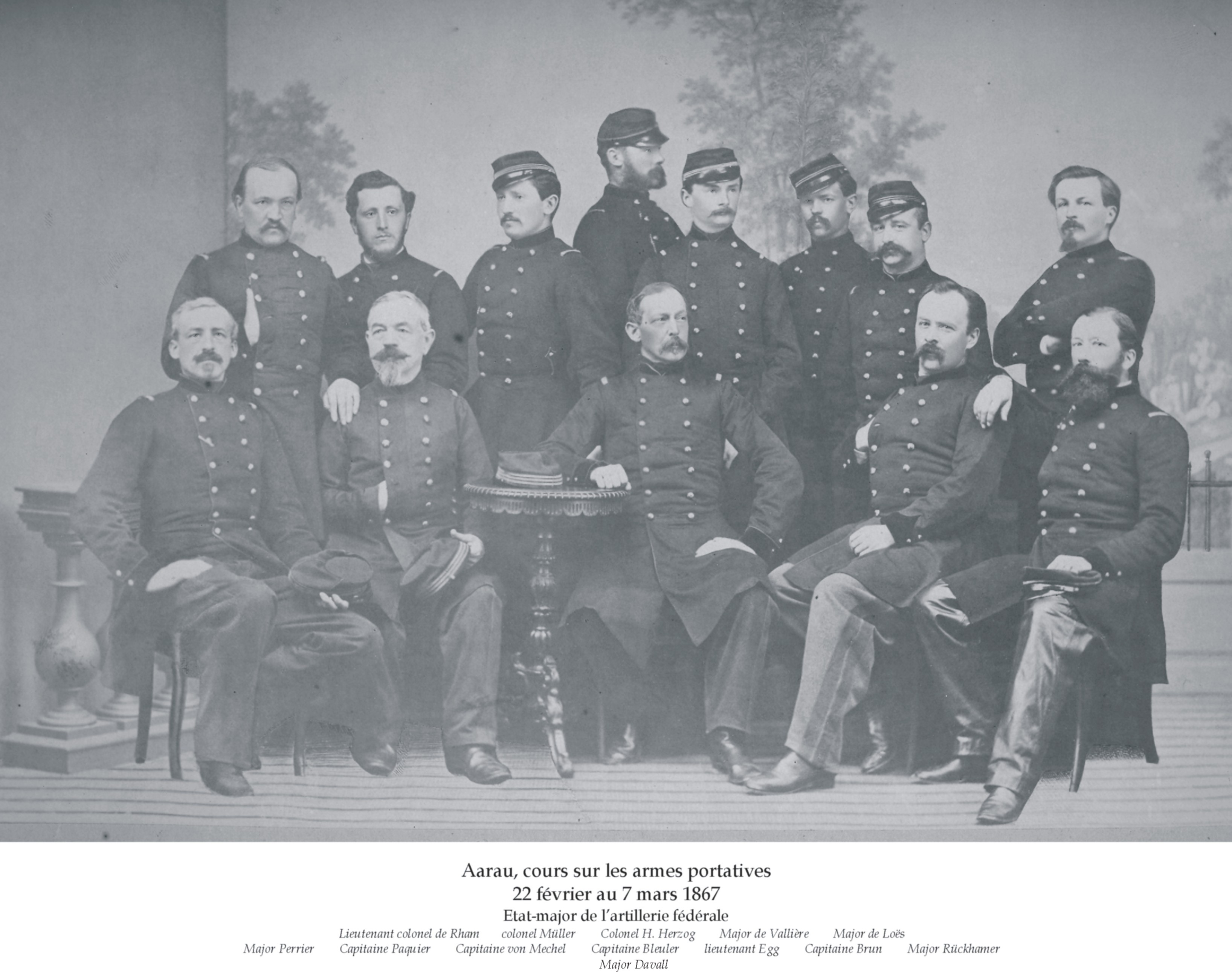
Oberst Herzog 1867 (Mitte), Stab der Artillerietruppen

Die Bundesversammlung wählte Hans Herzog während des Deutsch-Französischen Krieges 1870/71 zum General (→ Schweiz im Deutsch-Französischen Krieg). Somit war er Oberbefehlshaber der an der Grenze stehenden Truppen des Schweizer Heeres (37'000 Mann). Nachdem im August die Entlassung des grössten Teils der Armee verkündet worden war, hatte Herzog den Mut, die von ihm im Milizheer gefundenen Missstände öffentlich zu machen und einen schonungslosen Bericht abzuliefern. Gleichzeitig forderte er seine Entlassung. Er liess sich jedoch dazu bewegen, am 20. Januar 1871 das Kommando wieder zu übernehmen und mit 20'000 Mann der vierten Division die Schweizer Westgrenze zu besetzen, als gegen Kriegsende die französische Armée de l’Est (Ostarmee) unter General Charles Denis Bourbaki zum Entsatz der Festung Belfort angesetzt war.
Als die zerrüttete 87'000 Mann starke französische Armeegruppe Ende Januar 1871 gegen die Schweiz abgedrängt wurde, bestand die Gefahr, dass sie sich mit Waffengewalt den Grenzübertritt erzwingen könnte und dass sie dabei durch deutsche Streitkräfte bis auf Schweizer Hoheitsgebiet verfolgt würde. In dieser Situation widersetzte sich der General dem Begehren des Bundesrates, die aufgebotenen Truppen zu entlassen, noch bevor diese Gefahr für die Schweiz gebannt war.
Am 1. Februar schloss Herzog mit dem Nachfolger Bourbakis, General Justin Clinchant den Vertrag von Les Verrières, gemäss dem die französischen Soldaten unter Niederlegung der Waffen auf Schweizer Gebiet übergingen und in verschiedenen Kantonen ortschaftenweise im Landesinnern interniert wurden. Im ganzen Lande entstanden Hilfskomitees, oft spontan gegründete Frauenvereine, die sich für die Verpflegung der internierten Franzosen, der Bourbakis, einsetzten. Nachdem diese Soldaten im März 1871 die Schweiz wieder in Richtung ihrer Heimat zu verlassen hatten, überwies die Französische Republik 12 Millionen Franken für die geleistete Hilfe. 
General Herzog verfasste über den Grenzdienst ein Memorandum und legte deutlich die Schwächen dar, mit dem Ziel, die Rückständigkeit des eidgenössischen Heeres zu beenden. Eine Ursache sah er darin, dass sie nur aus kantonalen Kontingenten zusammengesetzt gewesen war. Anschliessend ging Herzog wieder in seine frühere Stellung als Chef der Artillerie zurück. Er war dort dann verantwortlich für die Einführung der Hinterladerkanonen wie das 8,4-cm-Feldgeschütz Ord 1879. 1875 wurde Herzog zum Waffenchef der Artillerie gewählt, eine Funktion, die er bis zu seinem Tod ausübte. Darüber hinaus beteiligte er sich beim Ausbau der Landesbefestigung. 
Er starb am 2. Februar 1894 in seiner Heimatstadt Aarau. Dort hatte er im familieneigenen Herzoggut, dem heutigen Herosé-Stift, gelebt.

## Nachwirkung
Nach General Herzog ist ein Hochhaus auf dem Waffenplatz Thun benannt, das General-Herzog-Haus (GHH), in dem die Erprobungen und Schiessversuche der armasuisse (heute der Bereich Wissenschaft+Technologie) sowie Teile der EMPA angesiedelt sind. Ebenfalls nach ihm benannt wurde eine Kaserne auf dem Waffenplatz Bure (Jura).